# Nurettin Sönmez
Nurettin Sönmez, né le 24 juillet 1978 à Istanbul, est un acteur turc.

## Biographie
Il a étudié l'ingénierie minière à l'université d'Istanbul, puis à l'université de théâtre de Yedebbe. Après avoir obtenu son diplôme universitaire, il a travaillé dans le théâtre.
Il a pratiqué du Kung Fu et du tai-chi-chuan pendant sa jeunesse.
Nurettin Sönmez se fait connaitre grâce à la célèbre série télévisée, Diriliş: Ertuğrul, en interprétant Bamsı Beyrek. Puis il reprend son rôle dans la série a succès Kuruluş: Osman.

## Filmographie

### Télévision
- 1999 : Aksam günesie
- 2011 : Mavi Kelebekler : Branka Brekoviç
- 2012 : Bir Zamanlar Osmanlı : Gaddar Ali
- 2013 : Osmanlı'da Derin Devlet : Gaddar Ali
- 2013 : Tatar Ramazan : Ulvi
- 2014 - 2019 : Diriliş: Ertuğrul : Bamsı Beyrek
- 2019 - 2021 : Kuruluş: Osman : Bamsı Beyrek